# 쓰루오카시
쓰루오카시(일본어: 鶴岡市)는 일본 야마가타현의 동해 연안(쇼나이 지방) 남부에 있는 시이다. 인구는 약 13만 명으로 현내 2위이다.
에도 시대에는 쓰루오카번(통칭 쇼나이번)의 성시로 번창한 쇼나이 남부의 중심 도시이며, 교외에는 쇼나이 쌀과 다다차 콩의 농지가 펼쳐진다.

## 지리
일본 유수의 벼농사 지대인 쇼나이 평야의 남부에 위치하고 서쪽은 동해와 접한다. 면적은 도호쿠 지방의 시 중에서 가장 크고 일본의 모든 시정촌 중에서는 8위의 크기이다.

## 역사
에도 시대에는 쇼나이번 사카이씨의 성시(조카마치)로 번창하였다. 가모항은 기타마에선이 정박하는 항구 도시였으며 메이지 시대 이후에도 우에쓰 본선 개통 때까지 니가타항으로 향하는 배가 있었다.
- 1889년 4월 1일 - 쓰루오카정이 성립하였다.
- 1918년 - 이노촌을 편입하였다.
- 1920년 - 다이호지촌을 편입하였다.
- 1924년 10월 1일 - 시로 승격해 쓰루오카시가 되었다.
- 1955년 4월 1일 - 히가시타가와군 고가네촌, 사이촌, 니시타가와군 유타가와촌, 오이즈미촌, 사카에촌, 교다촌을 편입하였다.
- 1955년 7월 29일 - 니시타가와군 다가와촌, 가미사토촌, 도요우라촌, 가모정을 편입하였다.
- 1963년 9월 1일 - 니시타가와군 오야마정을 편입하였다.
- 2005년 10월 1일 - 쓰루오카시, 후지시마정, 하구로정, 구시비키정, 아사히촌, 아쓰미정이 신설 합병해 새로운 쓰루오카시가 되었다.

## 교통

### 철도
- 동일본 여객철도 우에쓰 본선

### 도로
- 야마가타 자동차도
- 국도 7호선
- 국도 112호선
- 국도 345호선

## 인구
|                                                | |
| 쓰루오카시의 전국의 연령별 인구 분포（2005년） | 쓰루오카시의 연령·남녀별 인구 분포（2005년）                                                                              |
| ■자주색 ― 쓰루오카시 ■녹색 ― 일본전국          | ■파랑색 ― 남자 ■빨간색 ― 여자                                                                                             |
| · 쓰루오카시（에 해당되는 지역）의 인구추이    | |
| 일본 총무성 통계국 국세조사 결과               | |
|                                                | 이 그래프는 더 이상 지원되지 않는 레거시 그래프 확장 기능을 사용하고 있습니다. 새로운 차트 확장 기능으로 변환해야 합니다. |

## 기후
| 쓰루오카시의 기후                                            | 쓰루오카시의 기후 | 쓰루오카시의 기후 | 쓰루오카시의 기후 | 쓰루오카시의 기후 | 쓰루오카시의 기후 | 쓰루오카시의 기후 | 쓰루오카시의 기후 | 쓰루오카시의 기후 | 쓰루오카시의 기후 | 쓰루오카시의 기후 | 쓰루오카시의 기후 | 쓰루오카시의 기후 | 쓰루오카시의 기후 |
| 월                                                           | 1월               | 2월               | 3월               | 4월               | 5월               | 6월               | 7월               | 8월               | 9월               | 10월              | 11월              | 12월              | 연간              |
| ------------------------------------------------------------ | ----------------- | ----------------- | ----------------- | ----------------- | ----------------- | ----------------- | ----------------- | ----------------- | ----------------- | ----------------- | ----------------- | ----------------- | ----------------- |
| 역대 최고 기온 °C (°F)                                       | 15.2 (59.4)       | 21.4 (70.5)       | 24.4 (75.9)       | 30.4 (86.7)       | 32.3 (90.1)       | 33.8 (92.8)       | 37.8 (100.0)      | 39.9 (103.8)      | 38.2 (100.8)      | 31.7 (89.1)       | 25.2 (77.4)       | 19.5 (67.1)       | 39.9 (103.8)      |
| 일평균 최고 기온 °C (°F)                                     | 4.4 (39.9)        | 5.1 (41.2)        | 9.1 (48.4)        | 15.7 (60.3)       | 21.2 (70.2)       | 24.8 (76.6)       | 28.2 (82.8)       | 29.9 (85.8)       | 26.0 (78.8)       | 20.0 (68.0)       | 13.7 (56.7)       | 7.5 (45.5)        | 17.1 (62.9)       |
| 일일 평균 기온 °C (°F)                                       | 1.7 (35.1)        | 1.9 (35.4)        | 4.9 (40.8)        | 10.4 (50.7)       | 16.0 (60.8)       | 20.1 (68.2)       | 23.9 (75.0)       | 25.3 (77.5)       | 21.3 (70.3)       | 15.3 (59.5)       | 9.5 (49.1)        | 4.2 (39.6)        | 12.9 (55.2)       |
| 일평균 최저 기온 °C (°F)                                     | −0.9 (30.4)       | −1.1 (30.0)       | 1.0 (33.8)        | 5.3 (41.5)        | 11.1 (52.0)       | 16.0 (60.8)       | 20.3 (68.5)       | 21.4 (70.5)       | 17.3 (63.1)       | 11.0 (51.8)       | 5.3 (41.5)        | 1.2 (34.2)        | 9.0 (48.2)        |
| 역대 최저 기온 °C (°F)                                       | −9.6 (14.7)       | −11.6 (11.1)      | −11.0 (12.2)      | −4.3 (24.3)       | 2.2 (36.0)        | 6.9 (44.4)        | 11.5 (52.7)       | 13.7 (56.7)       | 7.2 (45.0)        | 1.5 (34.7)        | −3.3 (26.1)       | −11.3 (11.7)      | −11.6 (11.1)      |
| 평균 강수량 mm (인치)                                        | 218.3 (8.59)      | 134.8 (5.31)      | 130.0 (5.12)      | 106.8 (4.20)      | 119.9 (4.72)      | 124.3 (4.89)      | 220.2 (8.67)      | 198.9 (7.83)      | 184.6 (7.27)      | 207.7 (8.18)      | 267.0 (10.51)     | 278.7 (10.97)     | 2,191.4 (86.28)   |
| 평균 강수일수 (≥ 1.0 mm)                                     | 25.4              | 20.8              | 18.8              | 13.5              | 11.9              | 11.2              | 13.8              | 12.2              | 13.9              | 15.8              | 20.2              | 24.9              | 202.4             |
| 평균 월간 일조시간                                           | 24.6              | 44.7              | 109.2             | 171.1             | 199.3             | 177.1             | 155.0             | 198.5             | 150.8             | 121.5             | 77.7              | 35.8              | 1,465.3           |
| 출처: 일본 기상청 (평년값: 1991년~2020년, 극값: 1976년~현재) |                   |                   |                   |                   |                   |                   |                   |                   |                   |                   |                   |                   |                   |

## 자매 도시
- 일본 가고시마현 가고시마시
- 일본 도쿄도 에도가와구
- 일본 홋카이도 가미이소군 기코나이정
- 미국 뉴저지주 뉴브런즈윅